# B16黑色素瘤细胞

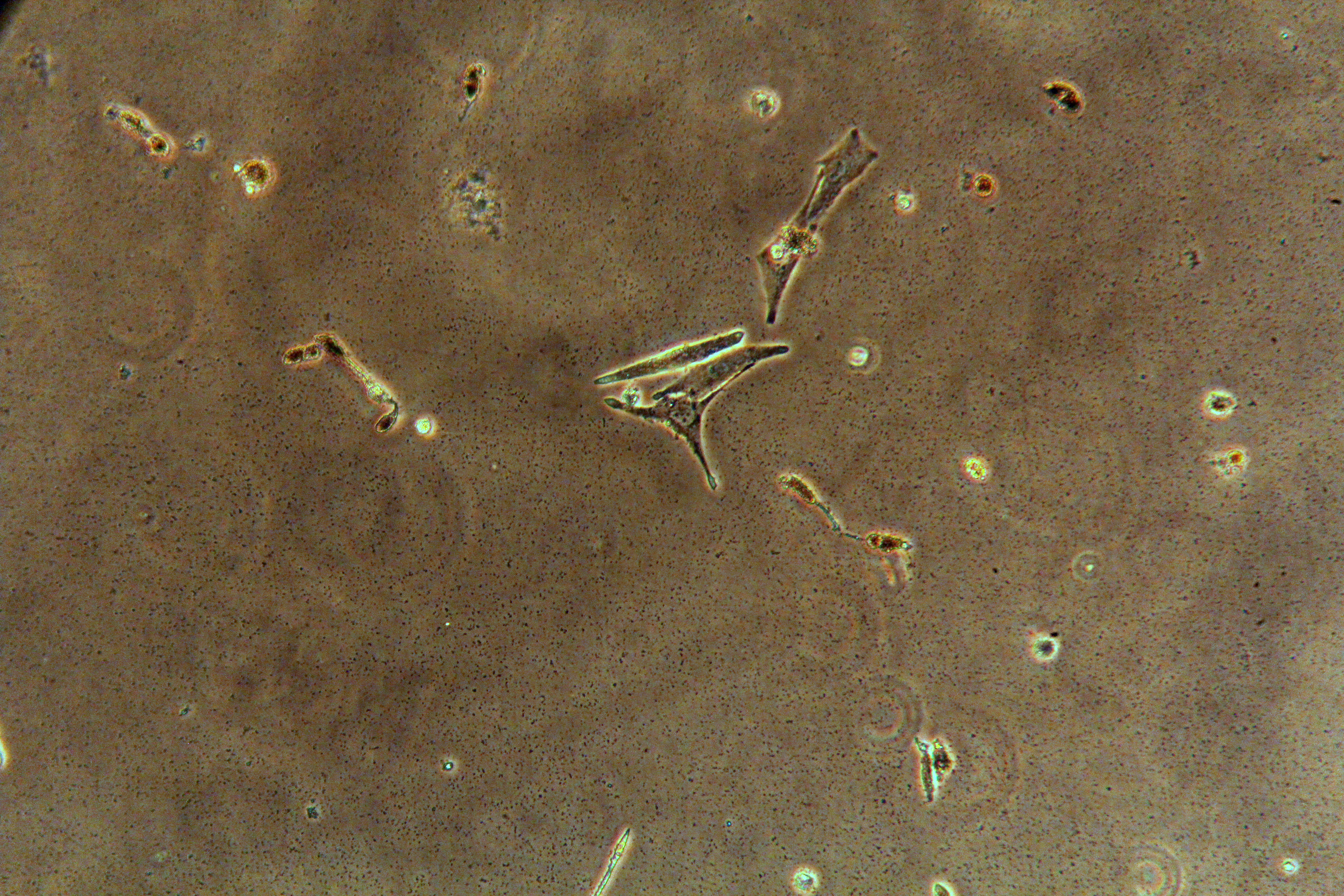
B16黑色素瘤细胞

B16黑色素瘤细胞（B16 melanoma cells）是一种常用的鼠源肿瘤细胞系常用于生物医学研究中的人皮肤癌的建模。B16细胞系由美国杰克逊实验室于1954年开发，取自C57BL/6小鼠耳朵的肿瘤细胞。B16细胞是研究肿瘤恶性转移和实体瘤形成的重要模型，是最早用于研究肿瘤转移的工具之一。